# Фітра
Фітра (араб. فِطْرة) — в ісламі первозданне єство людини; ідея людини; людина в її найкращих можливостях. Протиставляється нафсу — тваринній природі в людині. Фітра аналогічна ентелехії Арістотеля. Людина, яка реалізувала свою фітру, у суфізмі отримала назву інсан ал-каміл.
«Кожна людина народжується у своєму природному стані (фітра), і тільки потім його батьки роблять із нього юдея, християнина чи вогнепоклонника» («Сахіх» аль-Бухарі, том 2, книга 23, хадис 441).
Згідно з хадисом пророка Мухаммеда фітра зовнішньо складається з п'яти речей: обрізання, гоління [волосся] в паху, вищипування волосся під пахвами, підстригання нігтів і підстригання вусів.

## Етимологія
Це слово утворене від кореня Ф-Т-Р. Від цього самого кореня утворено й слово «фатр» — винахід; починання. Що ж стосується слова «фітра», то воно позначає собою стан, іншими словами, «фітра» — це перебування в стані природної схильності.